# Заходский, Александр Иванович
Алекса́ндр Ива́нович Захо́дский (7 января 1917 — 10 июля 1941) — пулемётчик 3-го батальона 461-го стрелкового полка 142-й стрелковой дивизии 23-й армии Северного фронта, Герой Советского Союза.

## Биография
Родился в 1917 году в городе Новоржеве ныне Псковской области в семье рабочего. Русский. Окончил 7 классов.
В Красную Армию призван в июне 1940 года Новоржевским райвоенкоматом. Участник Великой Отечественной войны с первого её дня.

«Пулемётчик красноармеец товарищ Заходский 27—28 июня 1941 года, находясь в боевом охранении на государственной границе Союза Советских Социалистических Республик в районе города Лахденпохья (Карело-Финская ССР), успешно отражал все попытки врага вступить на советскую землю».

29 июня 1941 года в 20 часов 30 минут батальон финской регулярной армии, при поддержке артиллерии и миномётов, перешёл в наступление на участке 3-го батальона 461-го стрелкового полка, и свой главный удар обрушил на взвод боевого охранения, выдвинутого впереди основных сил батальона.
Советские воины не дрогнули, приняли бой с наступавшим противником. Пулемётчик А. И. Заходский со своим помощником красноармейцем Кочубаровым, искусно маскируясь и быстро меняя огневые позиции, открыли по врагу смертоносный огонь.
Под натиском вводимых в бой свежих резервов противника взвод боевого охранения вынужден был начать отход. На огневой позиции осталось лишь прикрытие: пулемётный расчёт — Заходский и Кочубаров. Их пулемёт продолжал косить цепи атакующих вражеских солдат. Но вести огонь становилось всё труднее, так как противник усилил огонь. После гибели Кочубарова, Заходский один продолжал отбивать вражеские атаки.
Финны справа и слева стали обходить советского пулемётчика. Подготовив к бою ручные гранаты, красноармеец Александр Заходский принял бой в окружении. Более двухсот вражеских солдат бросились на его позицию, свыше половины из них Заходский уничтожил огнём своего пулемёта. Заходскому удалось выйти из окружения.
10 июля 1941 года А. И. Заходский погиб в бою, сражённый осколком вражеской мины.
Указом Президиума Верховного Совета СССР «О присвоении звания Героя Советского Союза красноармейцу Заходскому А. И. и полковнику Трубачеву В. А.» от 25 июля 1941 года за «образцовое выполнение боевых заданий командования на фронте борьбы с германским фашизмом и проявленные при этом отвагу и геройство» удостоен звания Героя Советского Союза посмертно.
Похоронен в городе Лахденпохья в братской могиле.

## Память
- В честь А. И. Заходского в 1948 году названы железнодорожная станция и посёлок Заходское (бывший Лоунатйоки) в Выборгском районе Ленинградской области.
- На родине Героя в городе Новоржеве и в городе Лахденпохья именем Александра Заходского названы улицы и установлены мемориальные доски.